# Hyper Hyper
Hyper Hyper (Hyper hyper) je píseň německé skupiny Scooter z alba ...And The Beat Goes On! z roku 1995. Jako singl vyšla píseň již v roce 1994. Vyšla ve třech verzích. Dvě z nich obsahují stejné skladby, ale mají odlišný obal. Třetí verze "remixes" obsahuje několik málo remixů navíc. Navíc to je první cover kde je zobrazena první verze fontu Scooter. Ten vydržel do roku 1999 (První album v novém fontu bylo Back To The Heavyweight Jam. První Singl Faster Harder Scooter). V Hype Hyper H.P. vyjmenovává 30 jejich nejoblíbenějších DJů tehdejší doby.

## Seznam skladeb (ver. 1&2)
1. Hyper Hyper - (5:10)
2. Unity Without Words Part 1 - (6:02)
3. Rhapsody in E - (6:10)

## Seznam skladeb (ver. 3)
1. Faster, Harder, Scooter - (5:10)
2. On A Spanish Fly Tip - (5:12)
3. Hyper Hyper (Original Version) - (5:13)
4. Hyper Hyper (Video Edit) - (3:37)
5. Rhapsody in E - (6:08)

## Umístění ve světě
| Hitparáda | Umístění |
| --------- | -------- |
| Švýcarsko | 3        |
| Rakousko  | 2        |
| Francie   | 28       |
| Švédsko   | 26       |